# Suwinit Panjamawat
Suwinit Panjamawat (thaï : สุวินิจ ปัญจมะวัต) (né le 21 novembre 1984 ) est un acteur thaïlandais.

## Filmographie[1]
- 2000 : Les Larmes du tigre noir
- 2001 : Jan Dara
- 2002 : Trois histoires de l'au-delà (segment La Roue)
- 2005 : Snowy Love Fall in Spring
- 2008 : Pirates de Langkasuka